# 道の駅グリーンファーム館山
道の駅グリーンファーム館山（みちのえき グリーンファームたてやま）は、千葉県館山市にある館山市道8038号線の道の駅である。

## 概要
千葉県の道の駅としては、2017年（平成29年）に登録された道の駅いちかわ（市川市）以来で、千葉県30番目の道の駅で、安房地域では13番目の道の駅である。
敷地面積は2万2,905 m2。
また、道の駅開設に併せて、館山市二子にあった九重駅前郵便局が移転・改称し、「グリーンファーム館山内郵便局」として、開局。道の駅内に郵便局を開設したのは日本郵便関東支社管内では初めてとなった。
なお、この道の駅の建設費7億6000万円の内、半分近くは千葉県出身の実業家で通販会社「ZOZO」の創業者としても知られている前澤友作が2019年にふるさと納税を活用して寄付を受けた20億円の一部を活用している。

## 歴史
- 2023年（令和5年）
  - 8月4日 - 国土交通省より道の駅第59回登録において、「道の駅グリーンファーム館山」として登録[1]。
  - 10月6日 - 館山市役所で道の駅の登録証伝達式が行なわれる[4]。
- 2024年（令和6年）
  - 1月29日 - 九重駅前郵便局から改称した、グリーンファーム館山内郵便局が移転開局[5]。
  - 2月16日 - 開駅[1][2][3][4]。

## 施設
- 駐車場 普通車119台、大型車9台、身障者用3台
- トイレ 20器
- 情報提供施設
- 休憩施設
- インフォメーションカウンター（観光案内所）
- ベビーコーナー
- 非常用電源
- 貯水槽
- マンホールトイレ
- 公衆無線LAN
- マーケット（物販施設）
- 飲食施設
- キッチンスタジオ（体験室）
- 加工室
- 農園
- EV充電施設

## アクセス
- 館山市道8038号線 - 登録路線
  - 国道128号

## 周辺
- JR東日本内房線 九重駅
- おどや 九重店